# Romano Cagnoni

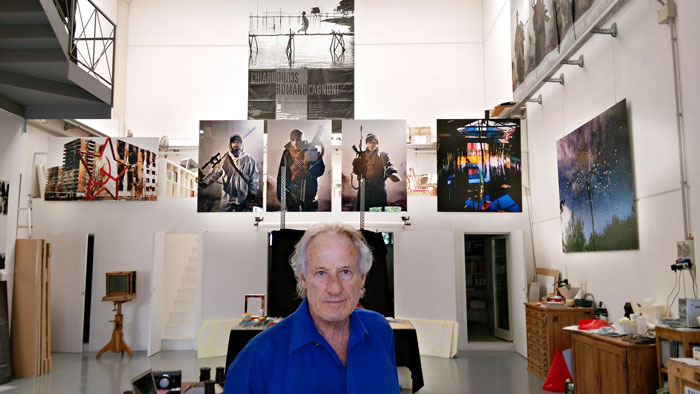
Romano Cagnoni nel suo studio a Pietrasanta, 2015

Romano Cagnoni (Pietrasanta, 9 novembre 1935 – Pietrasanta, 30 gennaio 2018) è stato un fotografo italiano che ha vissuto la maggior parte della sua vita lavorativa di base a Londra.

## Biografia
Romano Cagnoni ha cominciato a fotografare giovanissimo nei laboratori di scultura della sua città natale toscana, Pietrasanta, famosa per questa vivace attività artistica. Nel 1958 si è trasferito a Londra, dove ha vissuto per 30 anni. Qui, ha iniziato a lavorare come fotografo freelance, contribuendo a diverse riviste europee. Ha lavorato con Simon Guttmann (uno dei fondatori del fotogiornalismo moderno, con Robert Capa, Felix Mann, Kurt Hutton e Henri Cartier-Bresson).
È stato il primo fotografo occidentale indipendente ad essere ammesso nel Vietnam del Nord, assieme al famoso giornalista inglese James Cameron. Innumerevoli i suoi lavori: Cambogia, Biafra (stato della Nigeria dove infuriò la guerra civile), Israele, Irlanda del Nord, Afghanistan, Jugoslavia, Cecenia, Kossovo, ed altri. Molte le storie coperte da Cagnoni clandestinamente, tra cui l'invasione sovietica dell'Afghanistan nel 1980, la Polonia nel 1981, gli aeroporti argentini durante la guerra delle Falkland nel 1982. Nel 1995 fu l'unico a fotografare i guerrieri ceceni, organizzando uno studio di ripresa nel mezzo della guerra a Grozny. È successivamente tornato a vivere a Pietrasanta, sua città natale, dove è scomparso nel 2018 all'età di 82 anni.

## Premi e riconoscimenti
- Nel 1968, ha vinto l'Overseas Press Club of America Award per la sua documentazione della guerra in Biafra, pubblicata su Life;
- Medaglia di bronzo del German Art Directors' Club per la sua documentazione della distruzione nella ex Jugoslavia prodotta con una macchina fotografica a grande formato (1992);
- Premio Atri per la Fotografia per la Pace e la Libertà, 1998;
- Premio Werner Bischof - Flauto d'argento, 2009.

## Mostre personali
Romano Cagnoni ha tenuto circa 50 mostre personali ed altrettante mostre collettive in tutto il mondo. Una delle sue retrospettive si è svolta al Palazzo dell'Arengario, a Milano, con il titolo di “Chiaroscuro”; da sempre questo è il filo che intesse le fotografie di Cagnoni, l'alternanza di situazioni lievi e drammatiche, umoristiche e tragiche. Cagnoni stesso pensa che questa sia l'essenza del suo lavoro. Harold Evans, uno dei direttori del Sunday Times, nel suo libro “Pictures on a Page”, menziona Cagnoni come uno dei fotografi più famosi al mondo, con Henri Cartier-Bresson, Bill Brandt, Don McCullin e William Eugene Smith.

## Libri e cataloghi
- Romano Cagnoni, (catalogue) ed. Olivetti, Milan 1975
- Romano Cagnoni, (catalogue) ed. Museo Universitario di Scienza e Arte, Mexico City 1976
- Cultura e tecnologia nel Sud, ed. Fiat, Turin 1978
- Romano Cagnoni a Bologna, ed. Ente Manifestazioni Artistiche, Bologna 1979
- Sud come sudore, ed. Priuli & Verlucca, Ivrea 1980
- Geometria del dolore, ed. Comune di Roma, Rome 1984
- Pietrasanta & Figli, ed. Electa, Milan 1985 ISBN 88-435-1212-9
- Italy-Library of Nations, ed. Time-Life, New York / Amsterdam 1986 ISBN 0-7054-0850-7
- Caro Marmo, ed. Iveco Fiat, Turin 1987 ISBN 88-7781-027-0
- Scultori a Pietrasanta, (catalogue) ed. La Subbia, Pietrasanta 1991
- Kan Yasuda scultore, with Kozo Watabiki, ed. Leonardo De Luca, Milan 1991
- Il Mondo a Fuoco, ed. Electa, Milan 2000 ISBN 88-435-7663-1
- Materia Eterea, sculptures by Kan Yasuda, ed. Comune di Pietrasanta, 2003
- ChiaroScuro, ed. Electa, Milan 2004 ISBN 88-370-2332-4
- Giacomo Puccini-Luoghi e suggestioni, Fazzi Ed, 2008 ISBN 978-88-7246-918-7
- Romano Cagnoni-Racconti Inediti, 2009
- La Guerra negli Occhi, Giunti Ed, 2011
- Upside Down Memories – Seravezza Fotografia Bandecchi e Vivaldi Ed, 2012

## Collezioni
Diversi enti ed istituzioni hanno creato una raccolta delle opere di Romano Cagnoni:
- WMG Limited Mehmet Dalman Collection
- MasterCard Rome[non chiaro]
- Comune di Carrara
- Comune di Bologna
- Keflex Collection, Londra
- John C. De Prez Jr., Indianapolis (USA)
- Paul Arden, Londra
- Palazzo Te Museum, Mantova
- Contemporary Photography Museum, Parma
- Arden & Anstruther Collection, Londra